# Bourdons-sur-Rognon
Bourdons-sur-Rognon é uma comuna francesa na região administrativa de Grande Leste, no departamento de Haute-Marne. Estende-se por uma área de 39,45 km². Em 2010 a comuna tinha 290 habitantes (densidade: 7,4 hab./km²).